# Ічабо
Острів Ічабо (англ. Ichaboe Island) — острів площею лише 6,5 га неподалік від бухти Людериц в Намібії. Розташований за 1,5 км від берега, за 48 км на північ від порту Людериц. На острові гніздиться велика колонія морських птахів. У XIX ст. на острові розроблялися багаті поклади гуано; гуано і зараз регулярно вивозиться з острова по мірі його накопичення. З 1994 року острів належить Намібії.
Разом з одинадцятьма сусідніми островами Ічабо складає групу, відому під назвою острови Пінгвінів.

## Природа
Острів невисокий і піднімається над рівнем моря лише на декілька метрів, з заходу його частково захищає від океанського прибою кораловий риф. Невелика група тюленів живе на рифі цілорічно, але, попри те, що щороку тут народжується декілька малят, риф не можна вважати справжнім тюленевим лежбищем, тому що чисельність колонії невелика.
На острові гніздиться найбільша в Намібії колонія капських олуш. Втім, її численність постійно зменшується. Вважається, що це наслідок інтенсивного рибальства, яке позбуває птахів корму, і використання стаціонарних рибальських сіток, в яких заплутується велика кількість птахів.
Популяція африканських пінгвінів на острові — друга за кількістю в Намібії. В 1994 році в ній налічувалось понад 10000 особин, однак в 2000 році її кількість зменшилась до 6500. Причини цього не досить зрозумілі, але нестача корму — серед найбільш імовірних. Частина пінгвінів могла мігрувати на північ до сусіднього острову Мерк’юрі, однак збільшення тамтешньої колонії не таке велике, як зменшення поголів’я на Ічабо.
Окрім цього, на острові гніздиться велика кількість бакланів.

## Гуано
Спочатку острів відвідували лише мисливці на тюленів. Становище радикально змінилося після того, як в 1828 році острів відвідав капітан Бенджамін Морель, який повідомив про існування на острові покладів пташиного гуано восьми метрів завтовшки. Масштабна розробка гуано почалася в 1843 році і досягла піку в 1845; подеколи до 6000 осіб одночасно займалися збором гуано, а на рейді очікували навантаження до 450 кораблів. Загалом тоді з острову було вивезено до Європи більше 300000 тонн гуано. З тих пір збирання гуано на острові здійснювалося регулярно, по мірі його накопичення. В 1980-х роках оголошувалися концесії на збір гуано також з розташованих поблизу островів Мерк’юри і Посешн, однак реально робота велася тільки на Ічабо. Останнього разу острів вичищався від гуано в 2000 році; спеціальні представники уряду слідкували, щоб збирачі якнайменше турбували птахів, що живуть на острові. Для того, щоб гуано не змивалося в море, по периметру острова був насипаний земляний вал, в місцях виходу на берег пінгвінів в ньому залишили проходи, щоб птахи мали змогу потрапити до середини острова.
Острів розташований у віданні міністерства рибних та морських ресурсів Намібії. Співробітники міністерства здійснюють постійний моніторинг кількості морських птахів на острові. Через крайню вразливість острівної екосистеми доступ на острів без спеціального дозволу міністерства заборонений.

## Історія
В 1867 році Ічабо разом із сусідніми прибережними островами (Мерк’юри, Посешн, Пенгуїн, Альбатрос та іншими) був анексований Великою Британією, а в 1874 році включений до складу Капської колонії (сучасна ПАР). Коли суміжне африканське узбережжя увійшло до складу Німецької Південно-Західної Африки, острови залишилися британським володінням, надаючи, таким чином, британцям права на експлуатацію ресурсів довколишнього моря. В 1994 році острови, разом з південноафриканським анклавом Волфіш-Бей, перейшли під контроль Намібії.